# Trylleformel
Trylleformler og hekseformularer (på norsk og svensk trollformler) er magiske ord ("trylleord"), rituelle anvisninger eller episke beretninger til enten at kaste trolddom på eller værne mod sygdomsdæmoner og onde kræfter. I sortebøger optræder de som magiske opskrifter. Trylleformlerne er dels baseret på afskrifter, dels på mundtlig overlevering.

## Historik
Nogle magiske formularer blev allerede brugt i oldtidskulturene i det gamle Egypten og i Mesopotamien. De ældst bevarede svenske trylleformler blev skrevet ned i 1400-tallet. Både nyere tids traditionsindsamling og retsforhørerne efter hekseprocesserne i 16- og 1700-tallet i Europa, vidner om mange magiske formularer i folketroen.
De forløsende magiske ord (selve "maningen") blev ofte fremmumlet, så ingen kunne høre, hvad der blev sagt. I sortebøger er maningen tilsvarende skrevet med hemmelig skrift eller runemagi.
Traditionelle trylleformler er ikke så udbredt som før, men lever videre som rester af gammel skik. Troen på ordmagi viser sig også i afsky mod bandeord og i omskrivelser af djævelens navn. Desuden bruges varianter af gamle trylleord i populærkulturen og af tryllekunstnere: abracadabra, hokuspokus, simsalabim og sesam sesam, luk dig op.

## Abrakadabra
En kendt type trylleformel består af et ord, der fremsiges igen og igen, med det sidste bogstav fjernet for hver gentagelse, indtil kun ét bogstav genstår. "Abrakadabra" blev benyttet som trylleformel mod feber, tandpine og lignende.  
På en sumerisk lertavle står Abbada Ke Dabra, sumerisk for "forsvind med ordet", dvs. at plagen forsvinder, ligesom ordet gør ved sådan en fremsigelse. 
   
På latin dukker ordet første gang op i formen abrakadabra i digtet De medicina praecepta af den romerske læge Quintus Serenus Sammonicus. Som lærer for Geta og Caracalla var Sammonicus (død i 212) den, der foreslog "abrakadabra" som en kur mod malaria, som romerne også kaldte "hundestjernens raseri", fordi Sirius' tilsynekomst på himlen indvarslede den trykkende varme og luftfugtighed, der blev mistænkt for at fremkalde feber og sygdom.  